# Emergency Couple
Eunggeubnamnyeo (hangeul : 응급남녀 ; titre international : Emergency Couple)  est une série télévisée sud-coréenne diffusée en 2014 sur la chaîne câblée tvN en Corée du Sud,.

## Distribution

### Acteurs principaux
- Song Ji-hyo : Oh Jin-hee[3],[4],[5]
- Choi Jin-hyuk : Oh Chang-min[6],[7],[8]
- Lee Pil-mo : Gook Cheon-soo[9]
- Choi Yeo-jin : Shim Ji-hye
- Clara : Han Ah-reum[10]

### Acteurs secondaires
- Yoon Jong-hoon : Im Yong-gyu
- Im Hyun-sung : Park Sang-hyuk, le mari de Young-ae
- Chun Min-hee : Lee Young-ae, l'épouse de Sang-hyuk
- Choi Beom-ho : Go Joong-hoon, chef de la médecine d'urgence
- Park Sung-geun : Ahn Young-pil, chirurgien
- Heo Jae-ho : Jang Dae-il, troisième résidant année
- Kwon Min : Kim Min-ki, premier résident de l'année
- Kim Hyun-sook : Choi Mi-jung, infirmière en chef
- Lee Sun-ah : Heo Young-ji, infirmière
- Choi Yu-ra : Son Ye-seul, infirmière
- Lee Mi-young : Jo Yang-ja, la mère de Jin-hee
- Jeon Soo-jin : Oh Jin-ae, la sœur cadette de Jin-hee
- Park Doo-sik : Kim Kwang-soo, chanteuse indie et le mari de Jin-ae
- Park Joon-geum : Yoon Sung-sook, la mère de Chang-min
- Kang Shin-il : Oh Tae-seok, le père de Chang-min
- Park Ji-il : Yoon Sung-gil, l'oncle de Chang-min
- - : Yoon Sung-mi, première tante de Changmin
- - : Yoon Sung-ja, seconde tante de Changmin

### Apparitions
- Yoon Joo-sang : prêtre (épisodes 1 et 14)
- Lee Han-wi : Dr Jeon Hyung-seok (épisode 1)
- Jeon Soo-kyung : directeur de l'hôpital (épisode 1)
- Yoon Bong-gil : patients en état d'ébriété avec un pistolet (épisode 2)
- Jung Joo-ri : blind date de Chang-min (épisode 3)[11]
- Gary : conducteur désigné (épisode 6)[12],[13],[14],[15],[16]
- DickPunks : groupe indie (épisode 6)
- Nam Jung-hee : patient (épisodes 18 et 19)
- Narsha : patient (épisode 19)
- Kim Kang-hyun : patient (épisode 19)

## Diffusion
- tvN (2014)
- TVB J2 / Channel M
- Channel M
- IBC

## Réception
| Nombre d'épisodes | Date de diffusion | AGB Nielsen | AGB Nielsen |
| Nombre d'épisodes | Date de diffusion | Moyenne     | Pic         |
| ----------------- | ----------------- | ----------- | ----------- |
| 1                 | 24 janvier 2014   | 2,4 %       | 3,7 %       |
| 2                 | 25 janvier 2014   | 2,7 %       | 3,8 %       |
| 3                 | 31 janvier 2014   | 1.68%       | NC          |
| 4                 | 1er février 2014  | 2,8 %       | 3,7 %       |
| 5                 | 7 février 2014    | 3,4 %       | 4,6 %       |
| 6                 | 8 février 2014    | 3,0 %       | 4,3 %       |
| 7                 | 14 février 2014   | 3,6 %       | 5,1 %       |
| 8                 | 21 février 2014   | 3,7 %       | 4,7 %       |
| 9                 | 22 février 2014   | 3,6 %       | 4,7 %       |
| 10                | 28 février 2014   | 3,4 %       | 4,3 %       |
| 11                | 1er mars 2014     | 4,1 %       | 4,8 %       |
| 12                | 7 mars 2014       | 4,4 %       | 5,5 %       |
| 13                | 8 mars 2014       | 4,1 %       | 5,0 %       |
| 14                | 14 mars 2014      | 4,2 %       | 5,5 %       |
| 15                | 15 mars 2014      | 4,1 %       | 4,9 %       |
| 16                | 21 mars 2014      | 4,0 %       | 5,2 %       |
| 17                | 22 mars 2014      | 5.0%        | 5.9%        |
| 18                | 28 mars 2014      | 4,1 %       | 5,2 %       |
| 19                | 29 mars 2014      | 4,8 %       | 5,6 %       |
| 20                | 4 avril 2014      | 4,9 %       | 5,7 %       |
| 21                | 5 avril 2014      | 5.08%       | 5.9%        |

## Bande-originale
1. 응급남녀 (Emergency Couple) - 1:14
2. 설렘 (Romance) - 2:23
3. Love Again - 3rd Coast (써드코스트) - 2:36
4. 모두 다 이별을 경험한다 (Everyone Experiences The Breakup) - 2:01
5. 꽃향기 (Scent of a Flower) - Lim Jeong-hee - 4:46
6. 병원 인턴 백서 (Hospital Internship Paper) - 2:33
7. 진희 비트 (Jin Hee Beat) - 3:32
8. 그때 우리 사랑은 (The Way We Loved) - Park Shi-hwan - 3:39
9. 어루만지다 (Pacify) - 2:41
10. I Am - Joo Ah - 4:46
11. 꽃향기 (Scent of a Flower) - Choi Jin-hyuk - 3:43
12. 우리가 우리였을 때 (When We Were) - 3:29
13. Love Again (Inst.) - 2:36
14. 꽃향기 (inst.) (Scent of a Flower (Inst.)) - Lim Jeong-hee - 4:46
15. 그때 우리 사랑은 (Inst.) (The Way We Loved (Inst.)) - Park Shi Hwan - 3:39
16. 꽃향기 (inst.) (Scent of a Flower (Inst.)) - Choi Jin-hyuk - 3:43
17. I Am (Inst.) - 4:46

### Source de la traduction
- (en) Cet article est partiellement ou en totalité issu de l’article de Wikipédia en anglais intitulé « Emergency Couple » (voir la liste des auteurs).